# Neodexiopsis latifrons
Neodexiopsis latifrons är en tvåvingeart som först beskrevs av Thomson 1869.  Neodexiopsis latifrons ingår i släktet Neodexiopsis och familjen husflugor.
Artens utbredningsområde är Ecuador. Inga underarter finns listade i Catalogue of Life.